# Герб Забайкальського краю
Герб Забайкальського краю ще не затверджений і не розроблений. Поки Читинська область і Агінський Бурятський округ використовують нинишні символи.
Забайкальський край утворений 1 березня 2008 року в результаті об'єднання Читинської області і Агинського Бурятського автономного округу.

Герб Читинської області

## Опис
Герб Читинської області виконаний на геральдичному щиті, що має співвідношення сторін 8:9.
«У золотому полі одноголовий червлений орел, що летить, з срібними лапами і дзьобом, що тримає в кігтях лук тятивою вниз і стрілу з срібним оперенням і наконечником. Напрям польоту орла справа наліво. У нижній третині щита на почесному місці розміщений геральдичний щит  герба міста Чити, обрамлений яскраво-червоною Александровською стрічкою».

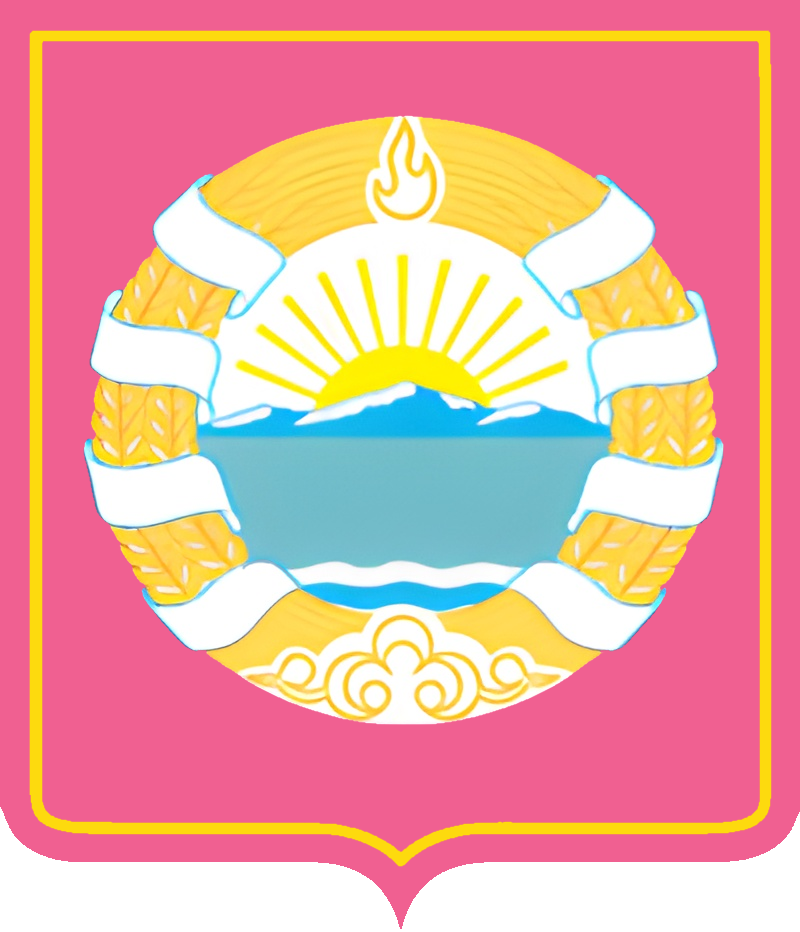
Герб Агінського Бурятського округу

Герб Агінського Бурятського округу являє собою чотирикутний, із закругленими нижніми кутами, загострений в краю бордовий геральдичний щит, окантований жовтою смугою. У центрі щита коло, в нижній частині якого розташований зооморфний національний орнамент жовтого кольору «Хамар угалза». Управо і ліворуч від орнаменту вгору по колу розташовані золоті колоси пшениці, які перевиті по чотири рази з кожного боку традиційною білою стрічкою, — національним «хадаком». У верхній частині кола розташований символ «Гал-гуламта». По горизонтальному діаметру круга під золотими променями висхідного сонця розташовані священні для місцевих народів гори Алханай, Хаан Уула, Согто Уула, Баатарай обоо. Нижче за гори паралельно до горизонтального діаметра круга розташовані зелена і хвилясті сині і білі смуги.